# Rødven stavkirke
Rødven stavkirke er en stavkirke, der ligger i Rødven, en landsby i Rauma kommune i Møre og Romsdal, Norge. Kirken er sandsynligvis opført omkring år 1300, men den ældste del er fra 1100-tallet. Kirken er blevet ombygget flere gange i tidens løb.
Den blev overtaget af Fortidsminneforeningen i 1907 efter at et nyt kapel, Rødven kapel, var rejst ved siden af.
Rødven stavkirke er af den såkaldte Møre-typen. Den kendetegnes af at kirkerne har mellemstave i ydervæggene og tværgående bjælker som binder stavlejerne sammen. Det er bare bevaret to stavkirker af denne typen, Rødven stavkirke og Kvernes stavkirke. Disse kirker har også udvendige skorder som afstiver konstruktionen.
Rødven stavkirke er beklædt med liggende paneler og taget har tagsten. Skibet og koret har samme bredde, omkring 6,4 m, men taget på koret er nogeet lavere end på skibet. Koret blev opført i 1600-tallet. Oprindelig var koret en del smallere. Under et kraftigt uvejr i 1690'erne blev tagrytteren helt ødelagt. Dagens tagrytter er fra begyndelsen af 1700-tallet.
Under Håkon Christies arkæologisk udgravning i 1962–1963 blev der fundet mærker efter stolper gravet ned i jorden, som stammede fra en ældre stolpekirke på stedet. Senere blev der påvist spor af bosætning og grave fra jernalder og romertid nær kirken.
I middelalderen var den først annekskirke til Veøy og aflastet denne ved at være kirke for folket omkring Rødvenfjorden. Kirken ligger i dag ikke centralt ved færdsel over land, men ved rejse over vand, som var det vigtigste i middelalderen, var stedet centralt for landsbyerne i området. Kirken er synlig fra båd eller fra den anden side af Rødvenfjorden. Den nævnes første gang i Trondhjems reformats 1589. Kirkens nordportal har pilastre med romanske detaljer som Christie daterer til tidligt i 1100-tallet. Disse pilastrer og dele af væggene kan være fra en ældre kirke, mens den nuværende er dateret til 1300-tallet. Det er også fundet mønter fra 1100-tallet.